# Arnold Mvuemba
Arnold Mvuemba (* 28. ledna 1985, Alençon, Francie) je francouzský fotbalový záložník, který působí v klubu Olympique Lyon. Reprezentoval Francii v mládežnických kategoriích, na seniorské úrovni odehrál jeden zápas v reprezentaci Demokratické republiky Kongo v roce 2005.

## Klubová kariéra
Ve Francii debutoval v profesionální kopané v klubu Stade Rennes. Poté hrál v letech 2007–2009 za anglický Portsmouth FC. Následně se vrátil do Francie, kde oblékal dresy klubů FC Lorient a Olympique Lyon.

## Reprezentační kariéra
Nastupoval za francouzské mládežnické výběry v kategoriích U17, U18 a U21.
V reprezentaci Demokratické republiky Kongo odehrál v roce 2005 jedno utkání.